# Crossotus capucinus
Crossotus capucinus är en skalbaggsart som beskrevs av Gerstaecker 1884. Crossotus capucinus ingår i släktet Crossotus och familjen långhorningar. Inga underarter finns listade i Catalogue of Life.